# Todbach
Der Todbach ist ein Bach im nordöstlichen Saarland, der in St. Wendel auf 277 m ü. NHN in die Blies mündet.

## Zuflüsse
Südlich von Steinberg-Deckenhardt entspringt der Hettersbach und nordwestlich von Hirstein der Wallesbach. Beide fließen durch Namborn und vereinigen sich vor dem Namborner Bahndamm zum Allerbach. Der Wallesbach wird in der Bevölkerung ebenfalls als Allerbach bezeichnet. Nach diesem ist auch die Namborner Allerbachstraße benannt, die den Wallesbach überquert.
Nordöstlich von Gehweiler entspringt der Eichersbach. Zwischen Gehweiler und Hirstein münden der Dreibach (von Norden) und der Wellwiesbach (von Süden) in den Eichersbach. Allerbach und Eichersbach vereinigen sich beim Eisweiler Gemarkungsteil Allerburg zum Groß-Bach.
Westlich von Namborn entspringt der Rohrbach, der auch als Weiherbach bezeichnet wird. Er mündet auf 297 m ü. NHN zwischen Mauschbach und Baltersweiler in den Groß-Bach, der ab diesem Punkt den Namen Todbach erhält. Nach etwa 280 Metern fließt dieser in den Breitbach.
Der Breitbach entspringt als Bergebach östlich von Furschweiler, wo er südwestlich des Ortes einen weiteren Bach aufnimmt, der nördlich von Roschberg entspringt. Der Zusammenfluss trägt den Namen Waldbach. Nach einem weiteren Zufluss aus Roschberg wird der Bach in Breitbach umbenannt.
Der Steinigtenbach, der zweite Zufluss des Todbachs, mündet westlich von Urweiler in diesen. Der Steinigtenbach entsteht aus mehreren Quellbächen zwischen Baltersweiler, Leitersweiler und Roschberg.